# Joachas
Joachas efterträdde sin far Jehu som kung över Israels rike under 800-talet f.Kr. Han regerade sjutton år i Samaria och efterträddes på tronen av sin son, Joash.